# جان هانسن (دراج)
جان هانسن هو دراج دنماركي، ولد في 6 مارس 1932 في كوبنهاغن في الدنمارك، وتوفي في 12 أبريل 1987.

## وصلات خارجية
- جيان هانسن على موقع أرشيف الدراجات (الإنجليزية)
- جيان هانسن على موقع أوليمبيديا (الإنجليزية)